# Live à Bercy
Live à Bercy — второй концертный альбом французской певицы Милен Фармер, выпущенный в 1997 году на лейбле Polydor.

## Об альбоме
После череды успешных концертов в рамках тура 1996 года, было принято решение скомпоновать из живых записей альбом. Спонсором выступила радиостанция NRJ. Концертные записи были перемикшированы в студии Лораном Бутонна, убраны лишние шумы, а также добавлены звучания некоторых инструментов. В целом, альбом получился в роковом стиле. Туда были включены песни из предыдущих четырёх альбомов, однако больше всего из альбома Anamorphosée (практически все, кроме «Eaunanisme»). 21 мая 1997 года состоялся релиз концертной пластинки.
Тогда же был выпущен видеоальбом концерта на VHS. Режиссёром стал Франсуа Ганс, как и для прошлого релиза, En concert, но в этот раз все номера были сняты живьём в зале, без каких-либо постановочных сцен без зрителей. Альбом скомпанован из выступлений из четырёх разных концертов (три из Берси и один из Женевы). Помимо прочего, в альбом включили дополнительные материалы: закулисье тура и новые фотографии. Через два года был издан DVD концерта, уже, однако, без бонусов.

## Отзывы критиков
В целом альбом получил положительные отзывы критиков. Основною мишенью для рецензентов стала излишнее ремикширование и редакция вокала певицы. Например, журналистка Кэролайн Би отметила: «Все звучит гармонично: голос Милен, возгласы публики, барабаны, гитары, басы — все звучит слишком идеально, что порой забываешь, что слушаешь концертную запись».

## Критический приём
Во Франции альбом дебютировал под номером три во французском альбомном чарте 24 мая 1997 года. Затем он достиг своего пика, второй строчки, и оставался там в течение двух следующих недель, а также в течение двух других недель два месяца спустя. В первый раз не позволил альбому занять первое место альбома Андреа Бочелли Romanza , в следующие недели накрепко засел на первом месте дебютный студийный альбом музыкального коллектива Era. Live à Bercy оставался в течение 18 недель в первой десятке и упал до тридцать шестой строчки 8 ноября, но сумел снова войти в топ-20 на следующей неделе и оставался там в течение девяти недель. В следующие недели альбом продолжил падение, а 28 марта 1998 года, на свою 44 неделю пребывания, он покинул чарт. За три дня до этого альбом получил двойной платиновый сертификат от SNEP за более чем 600 000 проданных копий.
В бельгийской Валлонии альбом дебютировал на четвёртой строчке 7 июня 1997 года, а затем достиг пика на второй и оставался там в течение 12 недель подряд (Era вновь не позволили подняться ему на вершину). После 18 недель в первой десятке, альбом начал терять позиции и покинул его 31 марта 1998 года, после 35 недель.

## Список композиций
| №   | Название               | Длительность |
| --- | ---------------------- | ------------ |
| 1.  | «Ouverture»            | 4:45         |
| 2.  | «Vertige»              | 6:20         |
| 3.  | «California»           | 7:30         |
| 4.  | «Que mon coeur lâche»  | 4:35         |
| 5.  | «Et Tournoie…»         | 4:30         |
| 6.  | «Je t’aime mélancolie» | 5:20         |
| 7.  | «L’autre…»             | 5:50         |
| 8.  | «Libertine»            | 5:40         |
| 9.  | «L’Instant X»          | 9:36         |
| 10. | «Alice»                | 5:25         |

| №   | Название                                  | Длительность |
| --- | ----------------------------------------- | ------------ |
| 1.  | «Comme j’ai mal»                          | 4:35         |
| 2.  | «Sans contrefaçon»                        | 7:00         |
| 3.  | «Mylène s’en fout»                        | 4:45         |
| 4.  | «Désenchantée»                            | 8:15         |
| 5.  | «Rêver»                                   | 8:00         |
| 6.  | «Laisse le vent emporter tout»            | 6:25         |
| 7.  | «Tomber 7 Fois…»                          | 6:00         |
| 8.  | «Ainsi soit je…»                          | 5:00         |
| 9.  | «La Poupée qui fait non» (дуэт с Халедом) | 4:30         |
| 10. | «XXL»                                     | 7:00         |

| Чарт (1997)                 | Пиковая позиция |
| --------------------------- | --------------- |
| Бельгия/Валлония (Ultratop) | 2               |
| Европа (Top 100)            | 17              |
| Франция (SNEP)              | 2               |

| Чарт (1997)                 | Позиция |
| --------------------------- | ------- |
| Бельгия/Валлония (Ultratop) | 13      |
| Франция (SNEP)              | 11      |

| Регион | Сертификация  | Продажи |
| --- | ------------- | ------- |
| Бельгия (BEA) | Золотой       | 25 000* |
| Франция (SNEP) | 2× Платиновый | 677,100 |
| Швейцария (IFPI Switzerland)                                                                                             | Золотой       | 25 000^ |
| * Данные о продажах приведены только на основе сертификации. ^ Данные о тиражах приведены только на основе сертификации. |               |         |